# Principio del módulo máximo

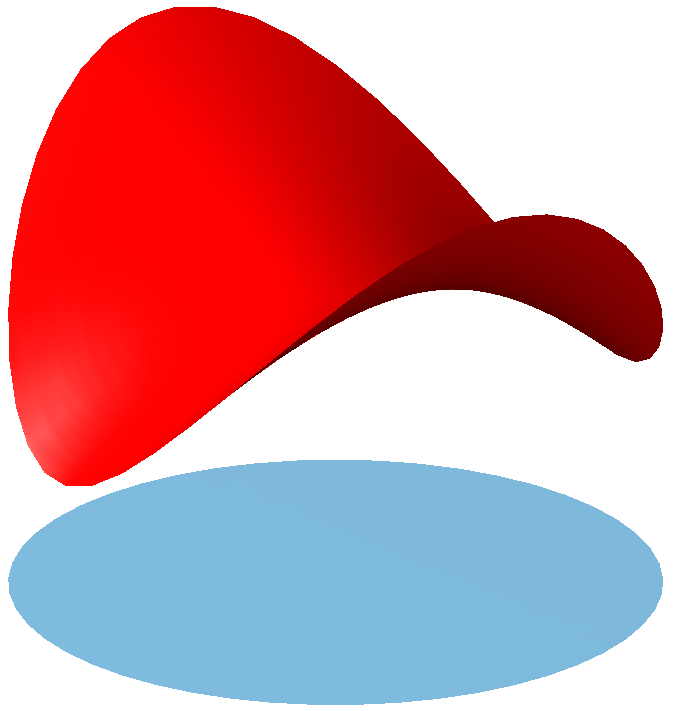
En rojo, representación del módulo de para valores de en el disco unidad (en azul). Obsérvese como el máximo del módulo no se alcanza en el interior del disco.

En matemáticas, y en particular en el análisis complejo, el principio del módulo máximo afirma que el módulo de una función holomorfa alcanza su máximo en la frontera del dominio.
Este resultado es bastante sorprendente al mostrar cuán especiales son las funciones holomorfas, pues es sabido que en {\displaystyle \mathbb {R} } ese resultado no es cierto (basta tomar cualquier función diferenciable acotada, como {\displaystyle \sin(x)}).

## Enunciado formal
Sea {\displaystyle A\subset \mathbb {C} }, un conjunto conexo y abierto (si no es conexo, lo que sigue es válido para cada componente conexa) y {\displaystyle f:A\longrightarrow \mathbb {C} } una función holomorfa no constante. Entonces {\displaystyle |f|} no alcanza su máximo sobre {\displaystyle A}, es decir:
{\displaystyle \forall z\in A,\exists w\in A}, t.q. {\displaystyle |f(w)|>|f(z)|}.
Si se tuviera la igualdad, la función sería constante.

## Consecuencias
Un corolario inmediato es que si {\displaystyle A} es además acotado, y {\displaystyle f} puede ser extendida en forma continua a {\displaystyle {\bar {A}}} (que es un conjunto compacto, por lo que {\displaystyle |f|} alcanzará un máximo sobre {\displaystyle {\bar {A}}}), entonces:
{\displaystyle max_{z\in {\bar {A}}}|f(z)|=max_{z\in \partial {\bar {A}}}|f(z)|}. Más aún, se cumplirá que {\displaystyle \forall z\in A,|f(z)|<max_{z\in \partial {\bar {A}}}|f(z)|}.
Otro corolario, no tan inmediato, es el principio del módulo mínimo, que dice lo siguiente: si {\displaystyle \forall z\in A,|f(z)|>0} (i.e., {\displaystyle f} no se anula), entonces {\displaystyle f} tampoco alcanza su mínimo, i.e., {\displaystyle \forall z\in A,\exists w\in At.q.|f(w)|<|f(z)|}. Este resultado se basa en aplicar el principio del módulo máximo a la función {\displaystyle g(z)=1/f(z)}, que es analítica pues {\displaystyle f} no se anula. Obviamente, si {\displaystyle A} es acotado, se pueden concluir resultados análogos a los del principio del módulo máximo.
- Datos: Q1050230